# Liste des résolutions du Conseil de sécurité des Nations unies adoptées en 1985
Les résolutions du Conseil de sécurité des Nations unies sont les décisions qui sont votées par le Conseil de sécurité des Nations unies.
Une telle résolution est acceptée si au moins neuf des quinze membres (depuis le 17 décembre 1963, 11 membres avant cette date) votent en sa faveur et si aucun des membres permanents qui sont la Chine, les États-Unis, la France, le Royaume-Uni et l'Union soviétique (la Russie depuis 1991) n'émet de vote contre (qui est désigné couramment comme un veto).

## Résolutions 560 à 580
- Résolution 560 : Afrique du Sud (adoptée le 12 mars 1985).
- Résolution 561 : Israël-Liban (adoptée le 17 avril 1985).
- Résolution 562 : Nicaragua-États-Unis (adoptée le 10 mai 1985).
- Résolution 563 : Israël-République arabe syrienne (adoptée le 21 mai 1985).
- Résolution 564 : Liban (adoptée le 31 mai 1985).
- Résolution 565 : Chypre (adoptée le 14 juin 1985).
- Résolution 566 : Namibie (adoptée le (19 juin 1985).
- Résolution 567 : Angola-Afrique du Sud (adoptée le 20 juin 1985).
- Résolution 568 : Botswana-Afrique du Sud (adoptée le 21 juin 1985).
- Résolution 569 : Afrique du Sud (adoptée le 26 juillet 1985).
- Résolution 570 : Cour internationale de justice (adoptée le 12 septembre 1985).
- Résolution 571 : Angola-Afrique du Sud (adoptée le 20 septembre 1985).
- Résolution 572 : Botswana-Afrique du Sud (adoptée le 30 septembre 1985).
- Résolution 573 : Israël-Tunisie (adoptée le 4 octobre 1985).
- Résolution 574 : Angola-Afrique du Sud (adoptée le 7 octobre 1985).
- Résolution 575 : Israël-Liban (adoptée le 17 octobre 1985).
- Résolution 576 : Israël-République arabe syrienne (adoptée le 21 novembre 1985).
- Résolution 577 : Angola-Afrique du Sud (adoptée le 6 décembre 1985).
- Résolution 578 : Chypre (adoptée le 12 décembre 1985).
- Résolution 579 : prise d'otages (adoptée le 18 décembre 1985).
- Résolution 580 : Lesotho-Afrique du Sud (adoptée le 30 décembre 1985).